# Boogschieten op de Olympische Zomerspelen 2020
Boogschieten is een van de sporten die werd beoefend tijdens de Olympische Zomerspelen 2020 in Tokio. Het toernooi bestond uit vijf evenementen – alle met de recurveboog – en had een deelnemersveld van in totaal 128 atleten die gelijk verdeeld waren over de geslachten. Net als in voorgaande edities bestond het programma voor zowel mannen als vrouwen uit een individuele wedstrijd en een teamwedstrijd. Het onderdeel gemengd team is daarnaast toegevoegd vanaf deze editie. Alle onderdelen vonden plaats in het Yumenoshimapark aan de baai van Tokio.

## Kwalificatie
Bij het boogschieten konden 128 boogschutters zich voor het toernooi kwalificeren; 64 bij de mannen en 64 bij de vrouwen.

## Competitieschema
Hieronder volgt het competitieschema van het boogschieten op de Olympische Zomerspelen 2020. De vijf evenementen werden gehouden van 23 juli tot en met 31 juli 2021. Op 23 juli vond zowel voor de mannen als de vrouwen de plaatsingsronde plaats. Middels deze ronde werd ook bepaald welke landenteams deelnemen aan de gemengde wedstrijd die de dag erna werd gehouden. De reguliere teamwedstrijd voor zowel de mannen als de vrouwen vond plaats op 25 juli. Van 26 tot en met 29 juli werden de eerste en tweede ronde van de individuele toernooien gespeeld. 30 juli was vervolgens de finaledag voor de vrouwen en 31 juli voor de mannen.
| Q | Plaatsingsronde | R | Eindronde | F | Finale |

| Datum →     | 23          | 24          | 24          | 25          | 25          | 26          | 26          | 27          | 28          | 29          | 30          | 31          | 31          |
| Onderdeel ↓ | 23          | 24          | 24          | 25          | 25          | 26          | 26          | 27          | 28          | 29          | 30          | 31          | 31          |
| Individueel | Individueel | Individueel | Individueel | Individueel | Individueel | Individueel | Individueel | Individueel | Individueel | Individueel | Individueel | Individueel | Individueel |
| ----------- | ----------- | ----------- | ----------- | ----------- | ----------- | ----------- | ----------- | ----------- | ----------- | ----------- | ----------- | ----------- | ----------- |
| Mannen      | Q           |             |             |             |             | R           | R           | R           | R           |             |             | R           | F           |
| Vrouwen     | Q           |             |             |             |             | R           | R           | R           | R           | R           | F           |             |             |
| Team        |             |             |             |             |             |             |             |             |             |             |             |             |             |
| Mannen      |             |             |             | R           | F           |             |             |             |             |             |             |             |             |
| Vrouwen     |             |             |             | R           | F           |             |             |             |             |             |             |             |             |
| Gemengd     |             | R           | F           |             |             |             |             |             |             |             |             |             |             |

## Medailles
| Onderdeel    | Goud | Goud                                | Zilver | Zilver                                         | Brons | Brons                                        |
| ------------ | ---- | ----------------------------------- | ------ | ---------------------------------------------- | ----- | -------------------------------------------- |
| Mannen       | TUR  | Mete Gazoz                          | ITA    | Mauro Nespoli                                  | JPN   | Takaharu Furukawa                            |
| Vrouwen      | KOR  | An San                              | ROC    | Jelena Osipova                                 | ITA   | Lucilla Boari                                |
| Mannen team  | KOR  | Kim Je-deok Kim Woo-jin Oh Jin-hyek | TPE    | Deng Yu-cheng Tang Chih-chun Wei Chun-heng     | JPN   | Takaharu Furukawa Yuki Kawata Hiroki Muto    |
| Vrouwen team | KOR  | An San Jang Min-hee Kang Chae-young | ROC    | Svetlana Gomboeva Jelena Osipova Ksenia Perova | GER   | Michelle Kroppen Charline Schwarz Lisa Unruh |
| Gemengd team | KOR  | An San Kim Je-deok                  | NED    | Steve Wijler Gabriela Schloesser               | MEX   | Alejandra Valencia Luis Álvarez              |

### Medaillespiegel
| Plaats | Land            | NOC    | Goud | Zilver | Brons | Totaal |
| ------ | --------------- | ------ | ---- | ------ | ----- | ------ |
| 1      | Zuid-Korea      | KOR    | 4    | 0      | 0     | 4      |
| 2      | Turkije         | TUR    | 1    | 0      | 0     | 1      |
| 3      | Russische ploeg | ROC    | 0    | 2      | 0     | 2      |
| 4      | Italië          | ITA    | 0    | 1      | 1     | 2      |
| 5      | Nederland       | NED    | 0    | 1      | 0     | 1      |
| 5      | Chinees Taipei  | TPE    | 0    | 1      | 0     | 1      |
| 7      | Japan           | JAP    | 0    | 0      | 1     | 1      |
| 8      | Mexico          | MEX    | 0    | 0      | 1     | 1      |
| 8      | Duitsland       | GER    | 0    | 0      | 1     | 1      |
| Totaal | Totaal          | Totaal | 5    | 5      | 5     | 15     |